# Ignazio Corrao
Ignazio Corrao (Roma, 14 gennaio 1984) è un politico italiano, in passato esponente del Movimento 5 Stelle, con cui è stato europarlamentare dal 2014 al 2024.

## Biografia
Nato a Roma, è cresciuto tra Alcamo (suo paese di origine) e Palermo. Ha conseguito la laurea in giurisprudenza presso l'Università degli Studi di Palermo e si è abilitato alla professione di avvocato presso la corte d'appello di Palermo. Parla 5 lingue e viene considerato come uno dei primi esponenti politici della "generazione Erasmus".

## Attività politica
Dopo aver fatto politica universitaria ed aver ricoperto delle cariche elettive presso l'Università di Palermo, nell'aprile del 2014 viene scelto, attraverso le "europarlamentarie" degli iscritti al Movimento 5 Stelle, come uno degli 8 candidati del M5S nella circoscrizione Italia insulare per le elezioni europee, ottenendo 71 372 voti di preferenza e risultando eletto ed il più votato d'Italia del M5S.
Il 1º giugno 2014 viene scelto dagli europarlamentari del M5S come primo capogruppo al Parlamento europeo.
Nel 2017 ricopre l'incarico di coordinatore dei candidati del Movimento 5 Stelle all'Assemblea Regionale Siciliana per le Elezioni regionali in Sicilia del 2017. Successivamente, tra fine 2017 e marzo 2018, viene incaricato dal capo politico Luigi Di Maio a coordinare su base nazionale tutti i coordinatori regionali in vista delle elezioni politiche del 2018.
Da giugno 2018 è coordinatore nazionale degli Enti Locali e delle Regioni per il Movimento 5 Stelle insieme a Massimo Bugani e Valentina Corrado. Questo gruppo succede al coordinamento precedente formato da Alfonso Bonafede, Riccardo Fraccaro e lo stesso Luigi Di Maio, divenuti Ministri della Repubblica, e Giancarlo Cancelleri, divenuto vice-presidente dell'ARS.
In vista delle europee del 2019, alle primarie del Movimento 5 Stelle risulta il più votato per la circoscrizione isole con 2839 voti online degli iscritti, ed è quindi nuovamente uno degli 8 candidati alle elezioni europee del 2019 per il M5S nella circoscrizione Italia insulare. Alle elezioni del 26 maggio 2019 risulta rieletto con 115.820 voti di preferenza.
Da dicembre 2019, dopo la riconferma come eurodeputato, entra a far parte insieme a Paola Taverna, Danilo Toninelli, Emilio Carelli, Barbara Floridia ed Enrica Sabatini, del gruppo dei 6 facilitatori organizzativi nazionali che affiancano il capo politico nella direzione del Movimento 5 Stelle.
Nel giugno 2020 viene rimosso dall’incarico di facilitatore per aver votato contro una risoluzione sulla risposta europea alla crisi del COVID-19, contenente il Meccanismo europeo di stabilità (MES), e viene sospeso per un mese dal M5S insieme ai colleghi Rosa D'Amato e Piernicola Pedicini.
A dicembre 2020 decide di lasciare il M5S insieme a Piernicola Pedicini, Eleonora Evi e Rosa D’Amato. I quattro entrano quindi da indipendenti nel gruppo parlamentare dei Verdi. Non si ricandida alle europee del 2024.

### Attività come eurodeputato
Il 2 luglio 2014 a Strasburgo, dopo la presentazione del programma per il semestre europeo da parte del Presidente del Consiglio Matteo Renzi, in qualità di capodelegazione, tiene il primo discorso del M5S all'interno del Parlamento europeo, accusando la mancanza di tutele sociali e di diritti dei più deboli in Europa, la segretezza degli accordi del TTIP e gli effetti della globalizzazione economica incontrollata e la perdita di sovranità dei popoli a favore delle multinazionali. 
Con la dissoluzione del gruppo EFDD, il 16 ottobre 2014 entra a far parte dei Non iscritti per ritornare a far parte dello stesso gruppo EFDD tre giorni dopo grazie alla sua ricomposizione.
Oltre a far parte dell'ufficio di presidenza del gruppo EFDD, è coordinatore ed effettivo sia della commissione per lo Sviluppo (DEVE) che della sottocommissione per i diritti umani (DROI). È altresì membro sostituto della Commissione per le libertà civili, la giustizia e gli affari interni del Parlamento europeo e della commissione per l'Agricoltura e lo sviluppo rurale (AGRI).
Sulla difesa dell'agricoltura di qualità italiana ha incentrato molte delle sue battaglie, anche mediatiche, sia sul territorio che in parlamento, denunciando numerose volte come la PAC abbia finanziato la Mafia e come i trattati di libero scambio abbiano favorito le multinazionali e devastato le produzioni locali, portando a scopo esemplificativo una bottiglia d'olio d'oliva extravergine e dei limoni siciliani nell'aula del parlamento di Strasburgo.
È stato relatore della relazione sulla responsabilità delle imprese per gravi violazioni dei diritti umani nei paesi terzi. L'idea lanciata nel report di Corrao è quella di proporre una etichetta "abuse free", che certifichi la filiera dei prodotti. In tal modo i cittadini europei potranno immediatamente rendersi conto di cosa stanno comprando e se i diritti umani siano stati garantiti in tutto il percorso che porta la merce sugli scaffali della distribuzione europea.
Membro titolare di numerose delegazioni parlamentari, è stato nominato capo della delegazione parlamentare nella missione di osservazione elettorale in Sri Lanka per le elezioni generali dell'agosto 2015.
Molto attivo anche sul tema immigrazione e terrorismo, è stato uno dei relatori del parlamento Europeo della relazione su un approccio olistico dell'Unione Europea verso le migrazioni, in cui ha attaccato duramente l'atteggiamento egoista e disinteressato da parte di molti Stati membri dell'UE verso i paesi del mediterraneo e l'incapacità da parte del Consiglio europeo e della Commissione europea di elaborare e ottenere una risposta unitaria in materia. Per la Commissione per lo Sviluppo è stato relatore del Parlamento Europeo sul Fondo fiduciario dell'UE per l'Africa: le implicazioni per lo sviluppo e gli aiuti umanitari, che regola gli investimenti per lo sviluppo nei Paesi di maggior provenienza e transito dei migranti, il rapporto è stato approvato a larghissima maggioranza dal Parlamento europeo a settembre 2016.
Da aprile 2017 è il relatore del Parlamento europeo della Direttiva sulla lotta al riciclaggio di denaro mediante il diritto penale, importante strumento per armonizzare la lotta alle criminalità organizzata a livello europeo. La direttiva proposta da Corrao è stata approvata a settembre 2018 con il voto favorevole del 90% degli europarlamentari. In questo modo "Entro due anni gli Stati membri dovranno obbligatoriamente prevedere sanzioni quali il divieto permanente di contrarre con la pubblica amministrazione, di accedere a finanziamenti pubblici, l'interdizione dall'esercizio di un'attività commerciale o il divieto di candidarsi a cariche elettive o pubbliche"
Al Parlamento europeo è membro delle seguenti commissioni e delegazioni: 
- DEVE - Commissione per lo sviluppo
- DROI - Sottocommissione per i diritti dell'uomo
- DLAT - Delegazione all'Assemblea parlamentare euro-latinoamericana
- DACP - Delegazione all'Assemblea parlamentare paritetica ACP-UE
- DAND - Delegazione per le relazioni con i paesi della Comunità andina
- DPAP - Delegazione per le relazioni con il Parlamento panafricano
- D-MK - Delegazione alla commissione parlamentare mista UE-ex Repubblica iugoslava di Macedonia
- DCAR - Delegazione alla commissione parlamentare Cariforum-UE
- D-IQ - Delegazione per le relazioni con l'Iraq
- DKOR - Delegazione per le relazioni con la penisola coreana

e membro sostituto delle seguenti commissioni: 
- AGRI - Commissione per l'agricoltura e lo sviluppo rurale
- LIBE - Commissione per le libertà civili, giustizia e affari interni

Nella nona legislatura del parlamento europeo è membro titolare della Commissione Industria, energia e ricerca, commissione competente, oltre che per la politica industriale ed energetica dell'Unione Europea, per la politica spaziale europea, l'innovazione e la ricerca, le nuove tecnologie, le telecomunicazioni, le piccole medie imprese e il programma Horizon 2020.